# جوليا هوانغ
جوليا هوانغ هي عازفة كمان كورية جنوبية، ولدت في 1996.